# TimeSplitters
TimeSplitters bezeichnet eine Ego-Shooter-Reihe, die drei Teile umfasst. Der Auftakt TimeSplitters ist 2000 nur für die PlayStation 2 erschienen, die beiden Fortsetzungen wurden aber auch für die Xbox und den GameCube veröffentlicht. Mit TimeSplitters: Future Perfect kam 2005 der bislang letzte Ableger auf den Markt. Das britische Studio Free Radical Design, das alle Spiele entwickelte, wurde im Januar 2009 vom deutschen Entwickler Crytek übernommen und zu Crytek UK umbenannt. 2014 wurde es an Deep Silver verkauft und zu Dambuster Studios formiert. Die Rechte an der Marke TimeSplitters verweilten über Jahre bei Crytek, bis sie 2018 von THQ Nordic erworben wurden. Der Dachkonzern von THQ Nordic, die Embracer Group, ist auch Mutterkonzern von Deep Silver.

## TimeSplitters
TimeSplitters ist der erste Teil der gleichnamigen Ego-Shooter-Reihe und erschien 2000 für die PlayStation 2. Timesplitters beinhaltet die Spielmodi Story, Arcade und Challenges sowie einen Leveleditor. Im 2. und 3. Teil ist Sgt. Cortez, ein Spacetime Marine, die Hauptfigur.

### Story
Der Storymodus kann sowohl allein als auch kooperativ zu zweit gelöst werden. Er beinhaltet neun Levels, die in keiner Verbindung zueinander stehen, Zwischensequenzen sowie eine richtige Story existieren nicht. In jedem Level muss der Spieler ein Zielobjekt einsammeln und es anschließend zu einem Zielpunkt bringen. Je nach Level ändert sich die Spielfigur. Es stehen die Schwierigkeitsgrade einfach, normal und schwer zur Verfügung. Auf normal und schwer beinhalten die Levels nicht nur mehr Gegner, sondern auch zusätzliche Räume und die Zielobjekte befinden sich an anderen Stellen. Durch das einmalige Durchspielen werden die Challenges freigeschaltet.
| Mission    | Jahr | Hauptcharakter (M) | Hauptcharakter (F)  |
| ---------- | ---- | ------------------ | ------------------- |
| Grabstätte | 1935 | Hauptmann Ash      | Lady Jane           |
| Chinatown  | 1970 | Det Harry Tipper   | Lt Christine Malone |
| Cyberden   | 2005 | Deacon Swain       | Chastity Detroit    |
| Dorf       | 1950 | Dr Seth Graven     | Dr Katje Nadir      |
| Fabrik     | 1985 | Fingers McKenzie   | Ravelle Velvet      |
| Planet X   | 2020 | Sebastian Photon   | Angel Perez         |
| Villa      | 1965 | Peekaboo Jones     | Mary-Beth Casey     |
| Hafen      | 2000 | Jacques Misere     | Olga Strom          |
| Spaceways  | 2035 | R108               | Gretel              |

### Kritiken
In der Spielepresse erhielt Timesplitters größtenteils gute Kritiken, trotz der in vielen Tests kritisierten mäßigen Technik und der zusammenhanglosen Story. Positiv hingegen wurden der Mehrspielermodus sowie der Leveleditor aufgenommen. Die meisten Wertungen waren zwischen 75 % und 90 % angesiedelt.

## TimeSplitters 2
TimeSplitters 2 ist der zweite Teil der Ego-Shooter-Reihe TimeSplitters und erschien 2002 für die PlayStation 2, Xbox und den GameCube. Die meisten Zeitschriften und Internetseiten bewerteten den zweiten Teil der Trilogie am besten.

### Inhalt
Der Spieler steuert die Figur Sgt. Cortez und muss die Zeitkristalle einsammeln, durch die weitere Zeitreisen möglich gemacht werden. Diese Kristalle wurden von den so genannten Berserker-Splitters in insgesamt zehn verschiedene Zeitzonen verschleppt:
- 1990 Sibirien
- 1932 Chicago
- 1895 Notre Dame
- 2280 Planet X
- 2019 Neo Tokio
- 1853 Wilder Westen
- 1972 Nuklearspalter
- 1920 Aztekenruinen
- 2315 Roboterfabrik
- 2401 Raumstation

### Features
Das umfangreiche Spiel bietet neben dem Story-Modus auch einen Arcade-Modus und einen Editor an. Im Arcade-Modus kann man rund 100 Figuren und viele weitere Level erspielen.

### Arcade-Modus
Der Arcade-Modus von TimeSplitters 2 ist unterteilt in „Arcade – Liga“ und „Arcade – Eigen“.

#### Arcade – Liga
Arcade – Liga ist aufgeteilt in die drei Ligen Amateurliga, Ehrenliga und Eliteliga. Nach erfolgreichem Durchspielen einer Liga wird die nächste freigeschaltet. Zu Beginn ist nur die Amateurliga spielbar.
Jede Liga ist wiederum aufgeteilt in fünf verschiedene Serien und zu jeder Serie gehören drei meist ähnliche Spiele, bei denen man sich eine Bronze-, Silber-, Gold- oder gar Platinmedaille verdienen kann. Hat man bei allen drei Spielen einer Serie eine Medaille errungen, gilt die Serie als abgeschlossen. Hat man alle Serien einer Liga abgeschlossen, wurde diese geschafft und die nächste wird freigeschaltet, bei der es wiederum gilt, alle Serien abzuschließen.
Durch das erfolgreiche Abschließen von Spielen werden, je nach Leistung, neue Charaktere oder Waffen freigeschaltet.

#### Arcade – Eigen
Arcade – Eigen bezeichnet den Mehrspieler-Modus von TimeSplitters 2. Hier hat man die Wahl zwischen drei Geschwindigkeiten: Cool, Normal und Wahnsinnig. Weiterhin hat man die Wahl zwischen 16 verschiedenen Mehrspieler-Modi, bei denen auch Bots eingestellt werden können:
- Deathmatch

Im „Deathmatch“ muss man durch das Eliminieren eines Gegners soviele Punkte wie möglich sammeln, bis eine bestimmte Anzahl an so genannten Frags erreicht wurde oder die Zeit abgelaufen ist. Dieser Modus entspricht dem „Standard-Deathmatch“.
- Team-Deathmatch

Im „Team-Deathmatch“ gelten die gleichen Regeln wie im „Deathmatch“ mit der Ausnahme, dass hier bis zu vier Teams gebildet werden und die Spieler eines Teams gemeinsam Punkte erzielen.
- Capture the Bag

Im „Capture the Bag“-Modus müssen zwei Teams die von den Gegnern bewachten Taschen (bag: engl. für Tasche) stehlen und in ihre eigene Basis zurückbringen. Das Team, das so eine bestimmte Anzahl an Punkten oder die meisten Punkte nach einer bestimmten Zeit erreicht hat, gewinnt das Spiel.
- Bag Tag

Im „Bag Tag“-Modus muss jeder Spieler versuchen, die an einem bestimmten Ort deponierte Tasche aufzunehmen und so lange wie möglich zu behalten. Wird der Träger der Tasche eliminiert, so kann diese von einem anderen Spieler aufgesammelt werden. Der Spieler, der die Tasche nach einer bestimmten Zeit am längsten getragen hat, gewinnt das Spiel.
- Tabula rasa

Im Spielmodus „Tabula rasa“ erhält jeder Spieler eine bestimmte Anzahl an Leben. Ein Leben wird verbraucht, wenn der Spieler eliminiert wird. Wenn er alle Leben verbraucht hat, endet das Spiel für ihn. Ein Spieler gewinnt, wenn alle anderen keine Leben mehr haben.
- Schrumpfen

Der Spielmodus „Schrumpfen“ ist eine Variante des „Deathmatchs“, bei der die Regel gilt: Je niedriger der Rang, desto kleiner ist die Spielfigur. Diese Figur ist somit schwieriger zu treffen und hat dadurch bessere Chancen, wieder einen Rang aufzusteigen.
- Vampir

Der Spielmodus „Vampir“ ist eine Variante des „Tabula rasa“-Modus, bei der man während des Spiels Blut verliert und welches dazu erhält, wenn man einen Spieler eliminiert. Hat ein Spieler kein Blut mehr, verliert er ein Leben. Ein Spieler gewinnt, wenn alle anderen keine Leben mehr haben.
- Dieb

Der „Dieb“-Modus ist eine weitere Variante des „Deathmatchs“, bei der man Punkte nicht für das Eliminieren von Gegnern erhält, sondern für das Einsammeln der Münzen, die eliminierte Gegner hinterlassen. Hier besteht die Möglichkeit, Punkte von Gegnern zu sammeln, ohne diesen selbst eliminiert zu haben.
- Flammentanz

Der „Flammentanz“-Modus ist ähnlich dem „Bag Tag“-Modus, mit dem Unterschied, dass ein Spieler brennend startet und einen anderen Spieler berühren muss, um die Flamme abzugeben. Der Spieler, der am wenigsten brannte, gewinnt das Spiel.
- Virus

Im Modus „Virus“ startet ein Spieler als der Virusübertrager und muss andere durch Berühren anstecken. Ein Spieler gewinnt, wenn alle anderen angesteckt wurden.
- Regeneration

Der Modus „Regeneration“ ist eine weitere Variante des „Deathmatchs“, kann aber auch als „Team-Deathmatch“ gespielt werden. Der Unterschied zum regulären Modus besteht darin, dass man während des Spiels verlorene Energie langsam zurückbekommt.
- Egel

Der Spielmodus „Egel“ ist eine weitere Variante des „Deathmatchs“, kann aber auch als „Team-Deathmatch“ gespielt werden. Hierbei besteht der Unterschied zum regulären Modus darin, dass man verlorene Energie dazu bekommt, wenn man einen Gegner getroffen hat.
- Zonen

Bei dem Modus „Zonen“ spielen zwei Teams gegeneinander. Hierbei gilt es, verschiedene Zonen auf der Karte zu kontrollieren und dadurch Punkte zu sammeln. Eine Zone gilt als kontrolliert, wenn sie durch Berühren die eigene Teamfarbe angenommen hat. Das Team mit den meisten Punkten nach einer bestimmten Zeit gewinnt das Spiel.
- Sturmangriff

Auch bei dem Modus „Sturmangriff“ spielen zwei Teams gegeneinander. Es gilt, eine Basis innerhalb einer vorgegebenen Zeit zu erobern oder zu verteidigen. Man erobert die Basis, indem man einen Kontrollpunkt erreicht und eine Aufgabe erfüllt, die beispielsweise das Zerstören von Fässern oder das Betätigen von Schaltern beinhaltet. Um die Basis zu verteidigen, darf diese innerhalb der vorgegebenen Zeit nicht erobert worden sein.
- Gladiator

Der Modus „Gladiator“ ist eine weitere Variante des „Deathmatchs“, bei der nur der Spieler Punkte sammeln kann, der Gladiator ist. Der Spieler, der den Gladiator eliminiert, wird dann selber der Gladiator.
- Affiger Assistent

Der Modus „Affiger Assistent“ ist eine weitere Variante des „Deathmatchs“, bei der der letztplatzierte Spieler hin und wieder Unterstützung von einer bestimmten Anzahl von bewaffneten Affen bekommt.

### Herausforderung
Im Herausforderungs-Modus muss der Spieler in unzusammenhängenden Spielen bestimmte Aufgaben lösen, die an Aufgaben aus dem Story Modus erinnern, wie zum Beispiel unbemerkt verschwinden oder Fensterscheiben zerschießen. Auch hier werden die Auszeichnungen Bronze, Silber, Gold und Platin vergeben.

### Auszeichnungen
- Play the Playstation Award – 10/2002
- Offizielles Playstation 2 Magazin Award – 11/2002
- Playzone Hit – 11/2002

### Wertungen
- Players 11/02: 89 %

„Extrem umfangreicher Ego-Spaß mit flüssiger Bombastgrafik, reichlich Abwechslung, fulminanten Mehrspielermodi und konkurrenzlos präziser Steuerung.“
- Playzone 11/02: 90 %

„Für Ego-Shooter-Fans ein klarer Pflichtkauf!“
„So und nicht anders müssen Ego-Shooter auf Konsolen aussehen!“
- OPM2 11/02: 92 %

„Der Ego-Shooter des Jahres: schnell, abwechslungsreich und super flüssig.“
„Grandioser Zeitreise-Shooter mit überragender Technik. Genial!“
„Endlich gibt's für die PS2 einen perfekt spielbaren Ego-Shooter!“

## TimeSplitters: Future Perfect
TimeSplitters: Future Perfect ist der dritte Teil der Ego-Shooter-Reihe TimeSplitters und erschien 2005 für die PlayStation 2, Xbox und den GameCube. Im Gegensatz zu den beiden ersten Teilen wurde Future Perfect von Electronic Arts veröffentlicht und nicht mehr von Eidos Interactive.
Time Splitters: Future Perfect verfügt, im Gegensatz zu seinen Vorgängern, über einen Story-Modus mit einer zusammenhängenden Geschichte samt Zwischensequenzen. Neu ist des Weiteren der Grad der Gewaltdarstellung. Zu den realistischeren Todesanimationen der Vorgänger kommen zum Beispiel die Darstellung von Blut und zerplatzenden Körpern hinzu.
Grafisch lastet das Spiel die jeweiligen Systeme aus, auch wenn es auf den ersten Blick nicht so aussieht. Die Grafik ist sehr bunt und sehr detailreich. Blut bleibt an den Wänden kleben und Zielfernrohre sind verschmutzt. Neu ist auch die Einführung von Fahrzeugen, die in jedem Modus benutzt werden können. Meist sind es unbewaffnete Jeeps, nur in einigen Missionen kann man bewaffnete Fahrzeuge steuern. Außerdem gibt es im dritten Teil 150 spielbare Charaktere.
Originell ist, dass man sich selbst bis zu viermal zur gleichen Zeit am selben Ort aufhalten kann, um mit sich selbst ein Team zu bilden. Dies erklärt sich durch einige Missionen im Story-Mode, bei denen man durch Wurmlöcher springt und sich selbst begegnet (durch das Hindurchspringen durch Wurmlöcher im Spiel tätigt man nämlich eine kleine Zeitreise).

### Multiplayer
Der Mehrspieler-Modus wurde im Gegensatz zum Vorgänger einigen Änderungen unterzogen. So wurden die Modi "Egel" und "Flammentanz" abgeschafft, während "Tabula rasa" in "Elimination" umbenannt wurde.
Der Liga-Modus, in dem der Spieler allein vorab konfigurierte Multiplayer-Szenarien spielen kann, wurde zudem auf drei Serien pro Liga reduziert (Zur Erklärung des Liga-Modus siehe oben).

### Herausforderungen
Der Herausforderungsmodus wurde beibehalten und besteht aus sieben Serien, die wiederum aus drei einzelnen Missionen bestehen. Wie im Liga-Modus kann der Spieler auch hier, teilweise abhängig von der erhaltenen Auszeichnung, neben neuen Charakteren auch einige Cheats, wie zum Beispiel größere Köpfe, Farbkleckse statt Einschusslöchern oder Unsichtbarkeit aller Charaktere, freischalten, die im Story- oder Arcade-Modus Anwendung finden.

### Mapmaker
Der Leveleditor, im Spiel Mapmaker genannt, dient einzig und allein der Kreativität des Spielers und ist nicht notwendig, um das Spiel zu 100 % zu beenden. Dort können, neben dem Zusammenstellen eines bis zu 5 Stockwerke umfassenden Komplexes und dem Einfügen diverser Waffen, Geschütztürme oder Hindernisse, auch die Beleuchtungen der einzelnen Räume oder Wetterverhältnisse bei Außenlevels und sogar diverse KI-Muster für Bots oder Ereignisse mittels eines Wenn..dann..-Systems (Beispiel: "Wenn Spieler Raum betritt Türen schließen" oder "Wenn alle Gegner besiegt Türen entriegeln") für eigene Story Missionen eingestellt werden.
Zudem existieren einige vorab programmierte Mapmaker-Karten, hauptsächlich, um die Möglichkeiten des Mapmakers zu verdeutlichen, die jedoch auch geladen, editiert und einzeln gespeichert werden können.
Die mit dem Editor erstellten Karten oder Missionen können in jedem Modus ausgewählt werden sofern die nötigen Voraussetzungen erfüllt sind. (Beispiel: Spawnpunkte für Spieler oder Bots, Tasche für "Capture the Bag", oder Logik für Story-Missionen)
Sie können allerdings auch für diverse Modi gesperrt werden, falls man der Meinung ist, die Karte sei für diese Modi nicht geeignet.

## Veröffentlichung und Entwicklung
Seit 15. November 2021 sind TimeSplitters 2 und TimeSplitters: Future Perfect per Abwärtskompatibilität auf Xbox One und Xbox Series X/S spielbar.
Vierter Teil
Free Radical Design kündigte im Herbst 2007 TimeSplitters 4 an. Auf seiner Homepage bot Free Radical Design ein Video über den Nachfolger an. Zudem konnte man auf der Homepage von Free Radical Design darüber abstimmen für welche Konsole das Spiel entwickelt werden sollte. 2009 wurde das Studio jedoch von Crytek übernommen und umbenannt. 2012 gab Crytek UK bekannt, dass die Entwicklung von TimeSplitters 4 eingestellt wurde. Im Juli 2014 verkaufte Crytek das britische Studio an das Medienunternehmen Koch Media und den zugehörigen Publisher Deep Silver, blieb jedoch im Besitz der Markenrechte. Im August 2018 erwarb der Konzern THQ Nordic, der zuvor Koch Media übernommen hatten, die Rechte an TimeSplitters und stellte eine Rückkehr der Marke in Aussicht.
Im Mai 2021, wurde mit der Neugründung des Studios Free Radical Design unter Deep Silver, die bevorstehende Entwicklung zum neuen TimeSplitters-Teil offiziell bestätigt. Die TimeSplitters-Erfinder David Doak und Stephen Ellis, die Free Radical Design neugegründet haben, werden die Entwicklung leiten. Im Dezember 2023 wurde Free Radical Design, infolge der Restrukturierungsmaßnahmen von Embracer Group geschlossen.
Seitdem ist die Zukunft der TimeSplitters-Franchise ungewiss.